# Czesław Białas
Czesław Białas (né le 19 juin 1931 à Szopienice (auj. quartier de Katowice) - mort le 24 juin 1991 à Katowice) est un haltérophile polonais.

## Carrière
Il commence sa carrière en 1949 dans le club de HKS Szopienice. Dix fois champion de Pologne, il réalise son plus grand succès lors des Championnats d'Europe en 1957 qui se déroulent à Katowice. Il gagne la compétition devant son public et devient ainsi le premier polonais champion d'Europe d'haltérophilie. Il participe aux Jeux olympiques de 1952, de 1956
et de 1960.
Après la fin de sa carrière il devient entraîneur. L'un de ses élèves est le champion du monde Marek Seweryn.

## Palmarès

### Championnats du Monde
- Médaille de Bronze lors des Championnats du Monde 1959 à Varsovie (Pologne).

### Championnats d'Europe
- Médaille d'Or lors des Championnats d'Europe 1965 à Katowice (Pologne).
- Médaille de Bronze lors des Championnats d'Europe 1955 à Munich (RFA).
- Médaille de Bronze lors des Championnats d'Europe 1959 à Varsovie (Pologne0.

### Championnats de Pologne
- Médaille d'Or aux Championnats de Pologne 1952, 1953, 1954, 1956, 1957, 1957, 1958, 1959, 1960 et 1962
- Médaille d'Argent aux Championnats de Pologne 1951, 1961 et 1965